# Покрово-Казацкая
Покро́во-Каза́цкая (разг. Покрово-Казаки, Казаки) — слобода Лебедянского района Липецкой области России. Административный центр Покрово-Казацкого сельсовета. Находится в пригородной зоне города Лебедянь.

## Топоним
Обиходное название Казаки и прилагательное Казацкая в ойкониме связано с коренным населением слободы — казаками. Вторая часть Покрово связано, вероятно, с Покровским храмом.

## География
Находится на севере центральной части Липецкой области, в лесостепной зоне, в пределах северо-восточных отрогов Среднерусской возвышенности, на левом берегу реки Дон, в устье реки Лебедянки. На противоположном берегу реки Дон находится селение Покрово-Инвалидная, а рядом — Пушкаро-Кладбищенская.

### Климат
Климат характеризуются как умеренно континентальный, с умеренно холодной продолжительной зимой и тёплым летом. Среднегодовая температура воздуха составляет 4,5 °С. Средняя температура воздуха самого холодного месяца (января) — −9,5 °C; самого тёплого месяца (июля) — 19,5 °C. Среднегодовое количество атмосферных осадков составляет 500 мм, из которых около 65 — 70 % выпадает в тёплый период. Преобладающими ветрами являются юго-западный, западный и северо-западный.

## История
Селение было основано в 1620-е годы. Первопоселенцами стали служилые люди (казаки) из города Лебедяни.

## Население
| 2010 |
| ---- |
| 2329 |

### Национальный состав
Согласно результатам переписи 2002 года, в национальной структуре населения русские составляли 95 % из 2304 чел.

## Инфраструктура
Личное подсобное хозяйство с зоной сельскохозяйственного использования, индивидуальная застройка усадебного типа.
Покрово-Казацкий центр культуры и досуга, Покрово-Казацкий стадион, начальная школа.

## Транспорт
Остановки общественного транспорта «Покрово-Казацкая», «Казаки», «Заречье», «Бугор», «Огнёвка», «Серединка».
Через Дон переброшен железнодорожный мост по линии Елец — Лев Толстой.